# Andrzej Artymowicz
Andrzej Artymowicz (ur. 25 marca 1968 w Warszawie) – polski reżyser dźwięku.
Adiunkt Katedry Akustyki Muzycznej i Multimediów Uniwersytetu Muzycznego Fryderyka Chopina. Twórca Laboratorium Interakcji Audiowizualnej UMFC VideoLAB. Doktor sztuki w dziedzinie sztuk muzycznych, dyscyplinie artystycznej reżyseria dźwięku. Absolwent Wydziału Reżyserii Dźwięku Akademii Muzycznej im. Fryderyka Chopina w Warszawie.
W latach 80. pionier technologii komputerowej postprodukcji dźwięku w Polsce.
W latach 1993–1999 pracował w pierwszym komputerowym studiu dźwiękowym Telewizji Polskiej S.A. od 1999 w Wytwórni Filmów Dokumentalnych i Fabularnych w Warszawie. Autor dźwięku do 300 filmów telewizyjnych oraz 100 kinowych filmów fabularnych Dolby Digital® 5.1 i THX® najlepszych polskich reżyserów filmowych. Nominowany do Polskiej Nagrody Filmowej “Orły” za najlepszy dźwięk w filmie „Haker”. Grand Prix w Konkursie Polskiego Towarzystwa Muzyki Współczesnej na Projekt Multimedialny „Clouds” do muzyki Macieja Zielińskiego (1999).
Wykładał w Akademii Sztuk Pięknych w Warszawie oraz Akademii Filmu i Telewizji. Współtwórca pierwszego w Polsce centrum edukacyjnego Apple Pro Applications w ASP.
Ekspert w dziedzinie symulacji dźwięku do komercyjnych symulatorów lotu. Autor symulacji dźwięku dla śmigłowych i odrzutowych samolotów m.in. Beechcraft Bonanza, Beachcraft Baron, F-16, certyfikowanego przez EASA Boeing 737 MAX. Twórca metody poszerzania realizmu w symulatorach poprzez zastosowanie wielokanałowych systemów wibracji kokpitu. Projektant zaawansowanych systemów symulacji lotu.
Ekspert w dziedzinie Bezpieczeństwa Lotu, jego projekty były wyróżniane m.in. w konkursie SESAR Komisji Europejskiej na najlepszy projekt podwyższający Bezpieczenstwo Ruchu Lotniczego. Biegły w dziedzinie konwersji analogowo-cyfrowej oraz analizy zapisów dźwiękowych CVR.
Członek Polskiej Akademii Filmowej (PAF), Stowarzyszenia Filmowców Polskich (SFP), Society of Motion Picture and Television Engineers (SMPTE), Audio Engineering Society (AES), Interactive Audio Special Interest Group (IAsig). Otrzymał Grand Prix na Międzynarodowym Konkursie Towarzystwa Muzyki Współczesnej za multimedialny projekt “Clouds”.
Fotograf i realizator filmów dokumentalnych, certyfikowany operator statków bezzałogowych, certyfikowany trener Apple Pro Applications. Twórca VideoLab, laboratorium technik audio-wizyjnych w UMFC. Autor filmów dla Chopin University Press. Nominowany do Filmografia w bazie filmu polskiego.
Brat Andrzeja Artymowicza, Paweł Artymowicz jest astrofizykiem, profesorem i wykładowcą University of Toronto.

## Wybrane kinowe filmy fabularne(miksowane w systemieDolby Digital)(jako reżyser dźwięku)
- Mistrz reż. Piotr Trzaskalski
- Sezon na leszcza reż. Bogusław Linda
- W pustyni i w puszczy reż. Gavin Hood
- Przedwiośnie (film 2001) reż. Filip Bajon
- Angelus (film) reż. Lech Majewski
- Haker (film 2002) (2002) reż. Janusz Zaorski, nominacja do Polskiej Nagrody Filmowej, Orzeł
- Edi reż. Piotr Trzaskalski
- Pręgi reż. Magdalena Piekorz
- Samotność w Sieci reż. Witold Adamek
- Stara baśń. Kiedy słońce było bogiem reż. Jerzy Hoffman
- Ogród rozkoszy ziemskich (film) reż. Lech Majewski
- Lazarus reż. Waldemar Dziki
- 6 dni strusia reż. Jarosław Żamojda
- Wtorek (film) reż. Witold Adamek
- Tam i z powrotem reż. Wojciech Wójcik
- Stacja (film 2001) reż. Piotr Wereśniak
- Reich (film) reż. Władysław Pasikowski
- Poranek kojota reż. Olaf Lubaszenko
- Eukaliptus (film) reż. Marcin Krzyształowicz
- Córa marnotrawna reż. Andrzej Kondratiuk
- Superprodukcja reż. Juliusz Machulski
- Sfora: Bez litości reż. Wojciech Wójcik
- Ubu Król (film 2003) reż. Piotr Szulkin
- Show (film) reż. Maciej Ślesicki
- Przemiany (film) reż. Łukasz Barczyk
- Pogoda na jutro reż. Jerzy Stuhr
- Vinci (film) reż. Juliusz Machulski
- Po sezonie reż. Janusz Majewski
- Persona non grata (film 2005) reż. Krzysztof Zanussi
- Co słonko widziało reż. Michał Rosa
- U Pana Boga w ogródku reż. Jacek Bromski
- Ogród Luizy reż. Maciej Wojtyszko
- Projekt dziecko, czyli ojciec potrzebny od zaraz reż. Michał Rosa
- Matka Teresa od kotów reż. Paweł Sala
- Na koniec świata reż. Magdalena Łazarkiewicz
- Legenda Tatr reż. Wojciech Solarz
- Kai apkabinsiu tave reż. Kristijonas Vildžiūnas

## Wybrane filmy telewizyjne(jako reżyser dźwięku)
- Dom (serial telewizyjny) seria 3: 1996–1997, reż. Jan Łomnicki
- Zespół adwokacki (serial telewizyjny) reż. Andrzej Kotkowski
- Wojaczek (film) reż. Lech Majewski
- Film pod strasznym tytułem reż. Leszek Gałysz
- Rozmowy przy wycinaniu lasu reż. Stanisław Tym

Obszerniejszy spis form telewizyjnych w Internetowej Bazie Filmu Polskiego

## Filmografia teledyski(jako operator kamery, montaż obrazu, korekcja koloru i grading)
- Teledysk Edyty Górniak „Sexuality”
- Teledysk Kuby Badacha „Byłaś serca biciem”[3]